# Tipula (Microtipula) zonalis
Tipula (Microtipula) zonalis is een tweevleugelige uit de familie langpootmuggen (Tipulidae). De soort komt voor in het Neotropisch gebied.